# Höchstadt an der Aisch
Höchstadt an der Aisch, Höchstadt a.d.Aisch – miasto w Niemczech, w kraju związkowym Bawaria, w rejencji Środkowa Frankonia, w regionie Industrieregion Mittelfranken, w powiecie Erlangen-Höchstadt, siedziba wspólnoty administracyjnej Höchstadt an der Aisch, do której samo miasto nie należy. Leży 20 km na północny zachód od Erlangen, nad rzeką Aisch, przy autostradzie A3, drodze B470, B505 i linii kolejowej Höchstadt an der Aisch – Forchheim.

## Dzielnice
W skład miasta wchodzą następujące dzielnice: 
| - Ailersbach - Antoniuskapelle - Biengarten - Bösenbechhofen - Etzelskirchen - Förtschwind - Greiendorf - Greienmühle | - Greuth - Großneuses - Jungenhofen - Kieferndorf - Kleinneuses - Lappach - Mechelwind - Medbach | - Mohrhof - Nackendorf - Saltendorf - Schwarzenbach - Sterpersdorf - Weidendorf - Zentbechhofen |

## Polityka
Rada miasta:
|      | CSU | SPD | Lista Młodych Höchstadt | Bezpartyjny Blok Wyborczy | Razem     |
| 2002 | 9   | 4   | 11                      | 1                         | 25 miejsc |

### Współpraca
Miejscowości partnerskie:
- Castlebar, Irlandia
- Kranichfeld, Turyngia
- Krasnogorsk, Rosja

## Zabytki i atrakcje
- Stare Miasto
  - ratusz
  - fontanna
  - pomnik Spixa
  - kościół katolicki pw. św Jerzego (St. Georg)
  - dzwonnica
  - barokowy zamek
- Muzeum Spixa (Spixmuseum)
- Muzeum Regionalne
- park
- mury miejskie

## Osoby urodzone w Höchstadt an der Aisch
- Johann Baptist von Spix, przyrodnik